# Robert Watson-Watt
Robert Alexander Watson-Watt (13. duben 1892, Brechin – 5. prosinec 1973, Inverness) byl skotský fyzik, který výrazně přispěl k objevu technologie radaru. Od roku 1935 byl ředitelem základny RAF v Suffolku, kde byl radar nakonec vyvinut a zkonstruován. Robert Watson-Watt byl potomkem vynálezce parního stroje Jamese Watta.

## Život
Vystudoval na University College v Dundee (která se později stala součástí University of St Andrews od roku 1967 je znovu samostatná pod názvem University of Dundee). Absolvoval roku 1912. Na stejné škole se poté stal asistentem profesora Williama Peddieho. Právě ten ho přivedl ke studiu bezdrátové telegrafie. Watson-Watt nejprve věřil v užití v meteorologii, v možnost za pomoci radia předvídat vznik bouří. První částečně použitelný přístroj byl vyvinut roku 1926. Watson-Watt se proto stal ředitelem Radio Research Station v Ditton Parku. Tam výzkum pomalu začal měnit směr. Watsona-Watta a jeho tým začal zajímat původ statických radiových signálů. Zjistili, že jde o vzdálené signály, které se odrazily od horní vrstvy atmosféry a dostaly se tak mnohem dál, než bylo možno očekávat. O existenci vrstvy v atmosféře, která odráží radiové signály, vědci uvažovali poměrně dlouho, nicméně právě v té době byla teorie opouštěna. Watsonův-Wattův výzkum ji vrátil do hry, a tím se také - aniž by si to zatím, kdo uvědomoval - začal rodit výzkum vedoucí k vývoji radaru. Cesta k němu byla definitivně otevřena, když se Watsonovu týmu podařilo odhadnout výšku vrstvy, od níž se signály odrážejí, a tím pádem určit čas a místo, z něhož byl přijatý a odražený signál vyslán.
Nicméně úřední cesta k vynálezu byla trochu kuriózní - souvisela s pověstmi, že nacistické Německo vyvinulo "paprsky smrti", radiový signál, který dokáže bořit města. H. E. Wimperis, ředitel vědeckého výzkumu na ministerstvu letectví, požádal Watsona-Watta, jestli by nedokázal vyvinout také takový paprsek, kterým by šlo z nebe smést nepřátelské letouny. Watson-Watt, s pomocí Arnolda Wilkinse, provedl výpočty a ujistil Wimperise, že nejenže takový paprsek nemůže vyrobit, ale určitě ho nemají ani Němci, protože takové využití radiových signálů zkrátka není možné. Když však psal zprávu na ministerstvo, doplnil ji poznámkou, že právě Wilkins si nedávno povšiml, že letouny ruší krátkovlnnou komunikaci, a že by za pomoci radia šlo detekovat pohyb letadel po obloze. Ministerstvo ihned zbystřilo a věci se daly do pohybu: ministerstvo si vyžádalo v roce 1935 zkoušku, která by možnost takové detekce prokázala. Uskutečnila se 26. února v Daventry, s pomocí dvou antén a krátkovlnného vysílání BBC. Demonstrace byla úspěšná a byl o ní tajně informován i ministerský předseda Stanley Baldwin. Watson-Watt se ihned stal ředitelem základny RAF v Suffolku, kde se v utajení rozběhl vývoj radiolokátoru. V červnu 1935 byl Watsonův tým schopen lokalizovat letoun na 26 kilometrů, čímž okamžitě překonal všechny výzkumníky, kteří se pokoušeli o lokalizaci s pomocí zvukových vln. Jeho výzkum dostal absolutní přednost. Na konci roku již bylo zařízení na základně schopno zachytit letoun vzdálený 97 kilometrů. Protože vládly velké obavy z války, na další zlepšování se rezignovalo a začal být budován systém známý jako Chain Home - síť radiolokačních stanic na pobřeží. Toto často diskutované rozhodnutí Watson-Watt později komentoval: "Dejte vojákům vždy třetí nejlepší řešení. Když zvolíte druhé nejlepší, přijde pozdě. Když první nejlepší, nepřijde nikdy". První testy také byly velkým zklamáním. Problémem byl tok informací z radiolokátoru. Zpočátku byl tak pomalý, že signál dorazil k místu ohrožení až ve chvíli, kdy byl bombardér viděn i pouhým okem. Řešení tohoto problému se již ujali jiní vědci a vojáci, především Henry Tizard, Patrick Blackett a Hugh Dowding. Byli úspěšní a vláda nařídila výstavbu radarové sítě. Roku 1939, když začala válka, jí tvořilo 19 radarů. Ty pak sehrály klíčovou roli v Bitvě o Británii a umožnily Britům se efektivně bránit i s menším množstvím letadel a pilotů. Další z Watsonových podřízených, Edward Bowen, se posléze ujal vývoje radaru, který by mohl fungovat na palubě letadel.